# Elecciones estatales de Zacatecas de 2001
Las Elecciones estatales de Zacatecas de 2001 se llevaron a cabo el domingo 1 de julio de 2001, y en ellas fueron renovados los siguientes cargos de elección popular en el estado mexicano de Zacatecas: 
- 57 ayuntamientos. Compuestos por un Presidente Municipal y regidores, electos para un periodo de tres años no reelegibles para el periodo inmediato.
- 18 Diputados al Congreso del Estado. Electos por mayoría relativa en cada uno de los Distrito Electorales.

## Resultados electorales

### Municipios
| Partido/Alianza | Partido/Alianza                               | Municipios |
| --------------- | --------------------------------------------- | ---------- |
|                 | Partido Acción Nacional                       | 12         |
|                 | Alianza por el Cambio de Zacatecas (PAN-PVEM) |            |
|                 | Partido Revolucionario Institucional          | 26         |
|                 | Partido de la Revolución Democrática          | 16         |
|                 | Partido del Trabajo                           | 2          |
|                 | Partido Verde Ecologista de México            | 0          |
|                 | Convergencia                                  | 1          |
|                 | (Convergencia, PSN y PAS)                     |            |
|                 | Partido de la Sociedad Nacionalista           | 0          |
|                 | Partido Alianza Social                        | 0          |

Fuente: 

#### Municipio de Zacatecas
- Miguel Alonso Reyes  Hecho

#### Municipio de Fresnillo
- Gonzalo Ledesma Bretado  Hecho

#### Municipio de Guadalupe
- Manuel Felipe Álvarez Calderón  Hecho

#### Municipio de Jerez
- Andrés Bermúdez Viramontes  Hecho

#### Municipio de Sombrerete
- Manuel Humberto Esparza Pérez  Hecho

#### Municipio de Río Grande
- José Manuel Peña Badillo  Hecho

#### Municipio de Pinos
- Juan Antonio Gómez López  Hecho

### Diputados Mayoría relativa
| Partido/Alianza | Partido/Alianza                      | Distritos |
| --------------- | ------------------------------------ | --------- |
|                 | Partido Acción Nacional              | 1         |
|                 | Partido Revolucionario Institucional | 8         |
|                 | Partido de la Revolución Democrática | 9         |
|                 | Partido del Trabajo                  | 0         |
|                 | Partido Verde Ecologista de México   | 0         |
|                 | Convergencia                         | 0         |
|                 | Partido de la Sociedad Nacionalista  | 0         |
|                 | Partido Alianza Social               | 0         |

Fuente: http://ieez.org.mx/resultados/RE.htm

### Diputados representación proporcional
| Partido/Alianza | Partido/Alianza                      | Curules |
| --------------- | ------------------------------------ | ------- |
|                 | Partido Acción Nacional              | 3       |
|                 | Partido Revolucionario Institucional | 2       |
|                 | Partido de la Revolución Democrática | 4       |
|                 | Partido del Trabajo                  | 2       |
|                 | Partido Verde Ecologista de México   | 0       |
|                 | Convergencia                         | 1       |
|                 | Partido de la Sociedad Nacionalista  | 0       |
|                 | Partido Alianza Social               | 0       |

Fuente: http://ieez.org.mx/resultados/RE.htm
- Datos: Q110107197